# 郭賢
郭贤（？—566年），字道因，是南北朝北魏至北周时期的军事人物，赵兴郡阳周县（今甘肃省宁县米桥镇）人。
他是凉州司马郭云之子，记忆力出色，通过学习涉猎经书和史书。北魏正光末年，宿勤明达的反乱军包围豳州时，郭贤辅佐刺史毕晖统领军队，成功坚守州城。后来担任州主簿，并代理北地郡事务。因征讨有功，被任命为都督。536年（大统二年），东魏高欢袭击并攻陷西魏夏州，宇文泰担忧其南下，与西魏朝臣商议。郭贤进言称高欢因补给不继不会南下，后来果然如他所料，高欢撤退。不久，郭贤被加授伏波将军号，在王思政麾下屯驻弘农，后被任命为使持节、代理东义州事务、都督东义州诸军事，又转任代理弘农郡事务。546年（大统十二年），任辅国将军、南荆州刺史。
侯景向西魏归降时，郭贤受王思政之命被派往三鵶，屯驻鲁阳，后加授大都督，封安武县子。不久升为车骑大将军、仪同三司，加授散骑常侍。颍川被包围时，东魏派鲁和煽动少数民族，阻断三鵶交通。鲁和任命堂弟鲁与和为汉广郡太守，侵犯州境，郭贤率轻骑击败鲁与和，俘获鲁和。颍川失陷后，权景宣等人撤离西退，鲁阳以东地区归附东魏。东魏将领彭乐逼近鲁阳，郭贤防御并追击使其撤退。东魏又任命当地民众韦默儿为义州刺史，屯驻父城对抗郭贤，郭贤率军进攻并俘获韦默儿，后转任广州刺史。
553年（西魏废帝二年），郭贤跟随尉迟迥攻打蜀地，代理安州事务。554年（西魏恭帝元年），转任代理宁蜀郡事务，兼任益州长史。因平定蜀地有功，爵位晋升为伯爵，后转任代理始州事务。557 年，北周孝闵帝即位，郭贤被任命为骠骑大将军、开府仪同三司，爵位晋升为侯爵。明帝初年，任匠师中大夫，不久出任勋州刺史，屯驻玉壁。560年（武成二年），转任都督安应等十二州诸军事、安州刺史，晋升为乐昌县公。563年（保定三年），转任陕州刺史。566年（天和元年），在任上去世，追赠少保、宁蔚朔三州刺史，谥号节。其子郭正继承了他的爵位。